# Campionato del mondo di calcio da tavolo 2002
Il Campionato del mondo di calcio da tavolo 2002 si tenne a Birmingham.

## Medagliere
| Pos. | Paese       | Oro | Argento | Bronzo | Totale |
| ---- | ----------- | --- | ------- | ------ | ------ |
| 1    | Belgio      | 7   | 3       | 2      | 12     |
| 2    | Italia      | 2   | 2       | 5      | 9      |
| 3    | Paesi Bassi | 1   | 1       | 1      | 3      |
| 4    | Francia     | 0   | 2       | 3      | 5      |
| 5    | Galles      | 0   | 2       | 0      | 2      |
| 6    | Germania    | 0   | 0       | 5      | 5      |
| 7    | Austria     | 0   | 0       | 1      | 1      |
| -    | Grecia      | 0   | 0       | 1      | 1      |

## Categoria Open

### Risultati

#### Individuale
Prima fase a gironi ed Eliminazione Diretta
| Oro     | Gil Delogne                               | Belgio        |
| Argento | Massimo Bolognino                         | Italia        |
| Bronzo  | Massimiliano Nastasi Kostas Triantafillou | Italia Grecia |

#### Squadre
Prima fase a gironi ed Eliminazione Diretta
| Oro     | Italia Giancarlo Giulianini, Massimo Bolognino, Massimiliano Nastasi, Stefano De Francesco, Francesco Mattiangeli | Italia              |
| Argento | Belgio Bessim Golger, David Ruelle, Gil Delogne, Alain Hanotiaux, Fabian Brau                                     | Belgio              |
| Bronzo  | Paesi Bassi ..., ..., ..., ... Austria ..., ..., ..., ...                                                         | Paesi Bassi Austria |

## Categoria Under19

### Risultati

#### Individuale
Prima fase a gironi ed Eliminazione Diretta
| Oro     | Sami Targui                        | Belgio        |
| Argento | Cédric Garnier                     | Francia       |
| Bronzo  | Daniele Bertelli Ludovic Ponthieux | Italia Belgio |

#### Squadre
Prima fase a gironi ed Eliminazione Diretta
| Oro     | Belgio Mickaël Casciano, Sami Targui, Ludovic Ponthieux, Steven Delfosse | Belgio           |
| Argento | Italia Bruno Mazzeo, Aaron Allison, Daniele Bertelli, Davide Peghin      | Italia           |
| Bronzo  | Germania ..., ..., ..., ... Francia ..., ..., ..., ...                   | Germania Francia |

## Categoria Under15

### Risultati

#### Individuale
Prima fase a gironi ed Eliminazione Diretta
| Oro     | Jessica Hardenne           | Belgio          |
| Argento | Arnaud Nullens             | Belgio          |
| Bronzo  | Maiko Maaz Nicolas Baccega | Germania Belgio |

#### Squadre
Prima fase a gironi ed Eliminazione Diretta
| Oro     | Belgio Nicolas Baccega, Logan Carette, Jessica Hardenne, Arnaud Nullens | Belgio |
| Argento | Galles Lee Jones, Liam Ashbrook, Jack Ashbrook, Sam Ellis               | Galles |
| Bronzo  | Italia ..., ..., ..., ...                                               | Italia |

## Categoria Veterans

### Risultati

#### Individuale
Prima fase a gironi ed Eliminazione Diretta
| Oro     | Stefano De Francesco            | Italia         |
| Argento | René Bolte                      | Paesi Bassi    |
| Bronzo  | Renzo Frignani Lionel Abecassis | Italia Francia |

#### Squadre
Prima fase a gironi ed Eliminazione Diretta
| Oro     | Paesi Bassi Richard Stolwijk, Martin Scheffer, René Bolte, Martijn Bom   | Paesi Bassi     |
| Argento | Belgio Jos Ceulemans, Steve Grégoire, Fabrice Mazzaglia, Christian Piron | Belgio          |
| Bronzo  | Germania ..., ..., ..., ... Italia ..., ..., ..., ...                    | Germania Italia |

## Categoria Femminile

### Risultati

#### Individuale
Prima fase a gironi ed Eliminazione Diretta
| Oro     | Delphine Dieudonné                  | Belgio           |
| Argento | Françoise Guyot                     | Francia          |
| Bronzo  | Irène Lincquercq Michaela Scherbaum | Francia Germania |

#### Squadre
Prima fase a gironi ed Eliminazione Diretta
| Oro     | Belgio Manon Derous, Aurélie Lucq, M. Grignard, Delphine Dieudonné, Agnès Houyoux | Belgio   |
| Argento | Galles Bénédicte Westrade, Elodie Bertholet, Magali Doumont, Delphine Dieudonné   | Galles   |
| Bronzo  | Germania ..., ..., ..., ...                                                       | Germania |